# 1987 en informatique
1986  en informatique - 1987 - 1988  en informatique
Cet article présente les faits marquants de l'année 1987 en informatique.

## Événements
- Définition du cadre Zachman, premier cadre d'architecture pour des systèmes informatiques.
- Sortie de l'Acorn Archimedes, premier micro-ordinateur grand public équipé d'un processeur RISC, aux capacités hors normes pour cette époque. Il utilise un processeur RISC conçu par ARM, architecture qui occupe la majorité des téléphones portables aujourd'hui. Le système d'exploitation est le second système d'exploitation multitâche grand public, après celui de l'Amiga.
- Bill Atkinson invente HyperCard et Apple le distribue gratuitement avec chaque Macintosh.
- Lancement par Microsoft de l’interface graphique Windows 2
- Le nombre de domaines de l'Internet passe le cap des 10 000
- Lancement de la gamme PS/2 par IBM et annonce d'OS/2
- Prix Turing en informatique : John Cocke
- Sortie du système d'exploitation DR-DOS de la société Digital Research